# Kees Rijnvos
Cornelis Johannes (Kees) Rijnvos (Standdaarbuiten, 20 februari 1931 – Laren, 12 april 2018) was een Nederlands econoom, hoogleraar en politicus.
Rijnvos was vanaf 1 januari 1975 aangesteld als hoogleraar algemene economie en overheidsfinanciën aan de Erasmus Universiteit te Rotterdam. Van 10 juni 1981 tot 13 september 1983 was hij lid van de Eerste Kamer namens het CDA. Hoewel kort, was dit een volle termijn, omdat de Eerste Kamer werd ontbonden na de eerste stemming over de Grondswetwijziging. Nadien was hij van 1 januari 1988 tot 1 september 1989 lid van de Wetenschappelijke Raad voor het Regeringsbeleid, om daarna rector magnificus te worden van de Erasmus universiteit. Deze functie vervulde Rijnvos tot 1 september 1993. Per 1 maart 1996 ging hij met emeritaat.
Rijnvos overleed in Laren.

## Publicaties
- Economische orde en Europese monetaire integratie (dissertatie, 1970)
- Waardering van het economische denken (1972)
- A new approach to the theory of international trade (1976)
- Democratie en vakbeweging (1977)
- Monetaire studies (1981)
- Monetaire filosofie (dissertatie, 1988)
- Monetaire orde en overheidsfinanciën (1989)